# 프랑스령 기아나의 문장

프랑스령 기아나의 문장

프랑스령 기아나의 문장은 굴과 캠프를 포함하고 있으며, 건어물 노를 곁들인 보트를 전시하고 있다. 문장을 들고있는 것은 두 마리의 개미핥기이다. 이 문장은 같은 금속으로 만든 1643번으로 둘러싸인 3개의 황금빛 백합을 가진 줄무늬를 보여준다. 1643은 프랑스령 기아나가 프랑스에 편입된 연도를 나타낸다. 로드된 황금 보트는 영토에 존재하는 풍요를 상징한다. "Work Creates Abundance" (라틴어: Fert Aurum Industria라는 단어가 리본의 방패 상단에 나타낸다.

## 같이 보기
- 프랑스령 기아나의 기